# Roberto Chiappa
Roberto Chiappa (nascido em 11 de setembro de 1973) é um ex-ciclista italiano que participava em competições de ciclismo de pista. É campeão mundial no tandem, com Federico Paris e medalhista de bronze em 1994. Participou em quatro edições dos Jogos Olímpicos, em Barcelona 1992, Atlanta 1996, Sydney 2000 e Pequim 2008.